# Ernie Cruz Jr.
アーニー・クルーズ Jr. (Ernie Cruz, Jr.) は、アメリカ合衆国ハワイ州出身のミュージシャンである。トロイ・フェルナンデスとともにカアウ・クレーター・ボーイズの一員として活動した。

## 来歴
1990年代、カアウ・クレーター・ボーイズの一員として名を成した。2001年、ソロ・アルバム『ポートレイツ』をリリース。2002年のナ・ホク・ハノハノ賞にて、アイランド・コンテンポラリー・アルバム賞と男性ヴォーカリスト賞を受賞した。2007年にはエディ・ヴェダーとジャック・ジョンソンとともにコクア・フェスティバルに出演した。2015年、Def Techの『Howzit!?』に参加した。
アーニー・クルーズJr.は音楽一家に生まれ、兄弟はガイ・クルーズとジョン・クルーズ。
若手ミュージシャンのイムア・ガルザは甥。
1990年代にはウクレレの名手トロイ・フェルナンデスと組んでカアウ・クレイター・ボーイズで大ヒットを連発。
1997年にソロに転向してからも数多くの名曲をリリースし、ジェイク・シマブクロやジャック・ジョンソン、Def Techなどから絶大な信頼を寄せられる。
日本のコットンクラブなどでもライブを行い、大きな人気を博していた。

## ディスコグラフィー

### アルバム
- ポートレイツ (2001年)